# Jean-Hugues Anglade
Jean-Hugues Anglade, född 29 juli 1955 i Thouars, Poitou-Charentes, är en fransk skådespelare.

## Roller i urval
- 1984 – La diagonale du fou
- 1985 – Subway
- 1986 – Betty Blue - 37°2 på morgonen
- 1987 – Förlorad kärlek
- 1990 – Nikita
- 1994 – Drottning Margot
- 1994 – Killing Zoe
- 1995 – Nelly och herr Arnaud
- 1996 – Maximum Risk
- 2003 – Det är lättare för en kamel...
- 2004 – Taking Lives
- 2008 – John Adams (TV-serie)
- 2018 – Sink or Swim
- 2018 – Versailles (TV-serie)
- 2025 – Hotel Costiera (TV-serie)